# Piramiden van Gizeh

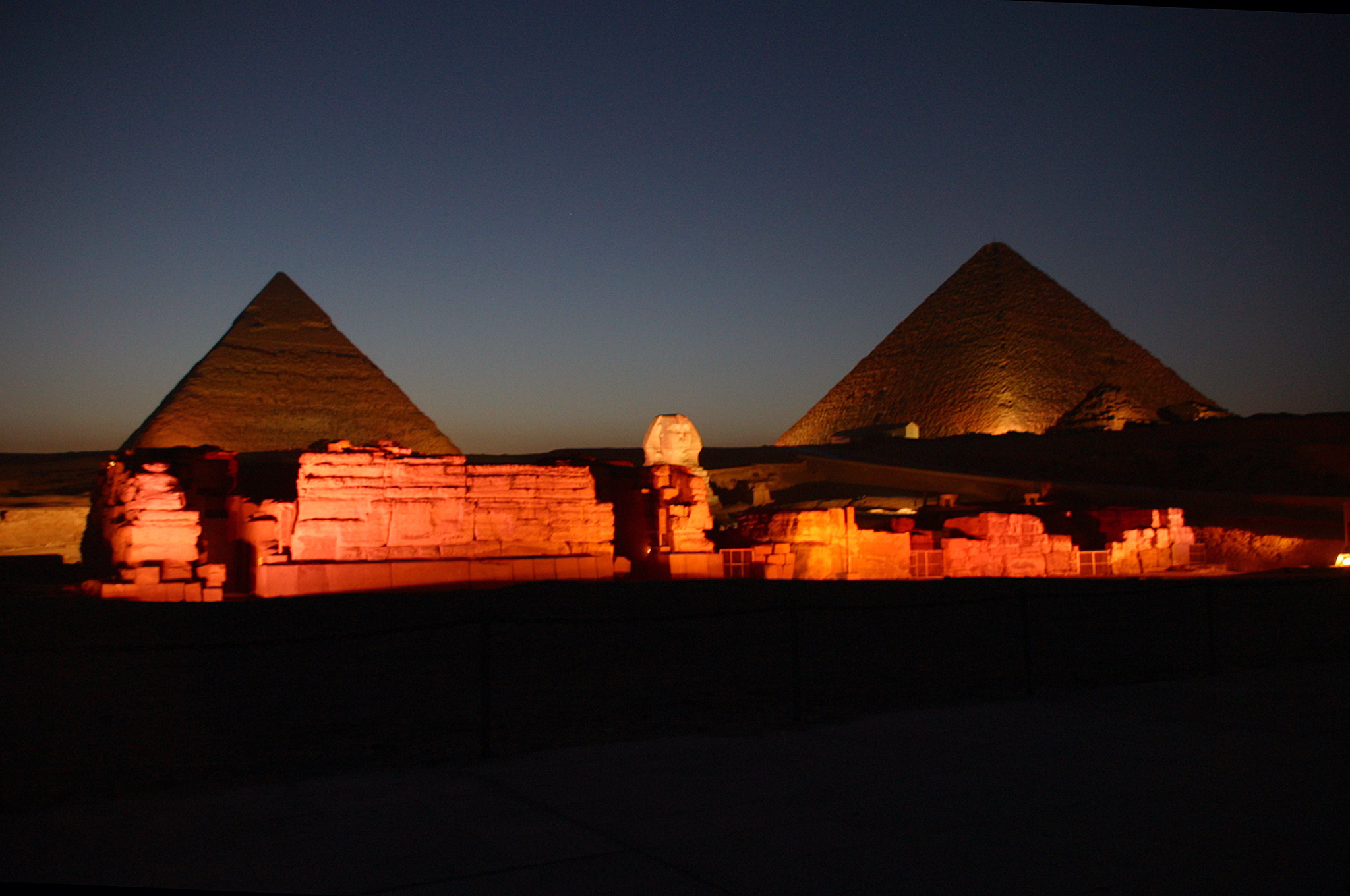
Het piramidecomplex bij nacht

De Piramiden van Gizeh in Egypte behoren tot de bekendste en oudste bouwwerken van de mensheid. De piramiden zijn tevens de bekendste van de Egyptische piramiden. Ze bevinden zich ongeveer acht kilometer ten zuidwesten van de stad Gizeh.

## Omschrijving
De piramiden bevinden zich in de oude Egyptische necropolis van Gizeh. De piramiden bestaan uit de Piramide van Cheops (ook wel bekend als de “Grote Piramide”), de wat kleinere Piramide van Chefren, en de Piramide van Mykerinos. Daarnaast staan er een aantal kleinere piramiden die bekendstaan als "koningin"-piramiden. Aan de oostzijde van het complex bevindt zich ook de Sfinx van Gizeh.
De piramiden werden gebouwd tijdens de vierde dynastie (tussen circa 2551 en 2472 v.Chr.) en zijn dankzij hun zeer stabiele constructie goed bewaard gebleven. De buitenste gepolijste witte kalksteenlaag is in de loop der tijden grotendeels verdwenen doordat men het materiaal heeft gebruikt voor andere bouwwerken. De piramide van Mycerinus is de enige van de piramiden waarvan de kalksteenlaag geheel verwijderd is. De piramide van Chefren heeft nog wel een deel van deze kalksteenbedekking op de top en is door dat 'topje' goed herkenbaar.
De Piramide van Cheops is het enige van de zeven klassieke wereldwonderen dat tot op de dag van vandaag bewaard is gebleven. In 1979 werden de piramiden van Gizeh tot werelderfgoed verklaard.

## Wetenschappelijk onderzoek

Kaart van de piramiden van Gizeh

Met de veldtocht van Napoleon Bonaparte in Egypte (1798-1799) begon het wetenschappelijk onderzoek van de piramiden. Dit onderzoek beïnvloedde de Europese Empire-stijl.
De zijden van de drie grote piramiden lopen vrij exact noord-zuid en oost-west, met slechts een kleine afwijking die varieert met het tijdstip van bouwen. Dit doet vermoeden dat de Egyptenaren de sterren gebruikten om de oriëntatie van de piramiden te bepalen, de precessie van de aardas liet de toenmalige Poolster langzaam verschuiven en verklaart het verloop in de tijd. Een omstreden theorie over de onderlinge positie van de piramiden stelt dat deze de gordel van Orion voorstellen.

## Afbraakbevel en redding
In 1833 beval gouverneur Mohammed Ali dat de bouw van een dam op de Nijl versneld moest worden door de voorgehouwen stenen van de piramides te gebruiken. Zijn toenmalige minister, Louis Maurice Adolphe Linant de Bellefonds, was tegen het plan maar besefte dat een weigering enkel tot zijn vervanging zou leiden. In plaats daarvan stelde hij een gedetailleerd financieel plan op dat de kosten voor het selecteren, wegnemen, herhouwen en transporteren van de piramidestenen opblies tot zes keer duurder dan versgehouwen steen. De pasja koos uiteraard voor optie twee.
- Bibliothèque nationale de France: cb119399004 (data)
- Système universitaire de documentation: 027334724
- Virtual International Authority File: 224144783008748475687
- WorldCat: E39PBJmxWpM9fBy4XjjvywgHYP